# TJ Slovan Hodonín
Tělovýchovná jednota Slovan Hodonín byl český fotbalový klub z Hodonína, který vznikl roku 1958 sloučením TJ Baník Hodonín (původní SK Hodonín) a TJ Spartak Hodonín.
Hned v první sezoně 1958/59 se klub účastnil 3. nejvyšší soutěže.
Po roce 1968 byla největším úspěchem účast v 8 sezonách nejvyšší jihomoravské soutěže (1969/70 – 1971/72 a 1985/86 – 1989/90). Zanikl v roce 1990 sloučením s VTJ Hodonín do VTJ Sigma Hodonín.

## Významné osobnosti
K nejznámějším odchovancům klubu patří Vítězslav Kotásek a Václav Nedomanský. Trénoval zde mj. František Kordula.

## Historické názvy
Zdroje:
- 1958 – TJ Slovan Hodonín (Tělovýchovná jednota Slovan Hodonín) – sloučením TJ Baník Hodonín a TJ Spartak Hodonín
- 1980 – TJ Sigma Hodonín (Tělovýchovná jednota Sigma Hodonín)
- 1990 – zanikl sloučením s VTJ Hodonín do VTJ Sigma Hodonín

## Umístění v jednotlivých sezonách
Legenda: Z – zápasy, V – výhry, R – remízy, P – porážky, VG – vstřelené góly, OG – obdržené góly, +/− – rozdíl skóre, B – body, červené podbarvení – sestup, zelené podbarvení – postup, fialové podbarvení – reorganizace, změna skupiny či soutěže
| Československo (1958–1990) |                                         |        |    |     |     |     |     |     |     |    |        |
| Sezóna                     | Liga                                    | Úroveň | Z  | V   | R   | P   | VG  | OG  | +/− | B  | Pozice |
| 1958/59                    | Oblastní soutěž – sk. D                 | 3      | 26 | 10  | 4   | 12  | 45  | 56  | −11 | 24 | 11.    |
| 1959/60                    | I. A třída Gottwaldovského kraje        | 4      | 22 | 5   | 5   | 12  | 24  | 48  | −24 | 15 | 12.    |
| 1960/61                    | I. třída Jihomoravského kraje – sk. B   | 4      | 26 | 9   | 3   | 14  | 53  | 62  | −9  | 21 | 10.    |
| 1961/62                    | I. třída Jihomoravského kraje – sk. D   | 4      | 26 | 11  | 5   | 10  | 49  | 55  | −6  | 27 | 8.     |
| 1962/63                    | I. třída Jihomoravského kraje – sk. D   | 4      | 26 | 7   | 12  | 7   | 50  | 35  | +15 | 26 | 9.     |
| 1963/64                    | I. B třída Jihomoravského kraje – sk. B | 5      | 22 | 9   | 3   | 10  | 62  | 46  | +16 | 21 | 5.     |
| 1964/65                    | I. B třída Jihomoravského kraje – sk. B | 5      | 22 | 16  | 3   | 3   | 71  | 22  | +49 | 35 | 2.     |
| 1965/66                    | I. A třída Jihomoravské oblasti – sk. B | 5      | 26 | 8   | 3   | 15  | 47  | 48  | −1  | 19 | 13.    |
| 1966/67                    | I. B třída Jihomoravské oblasti – sk. B | 6      | 22 | 14  | 3   | 5   | 62  | 40  | +22 | 31 | 1.     |
| 1967/68                    | I. A třída Jihomoravské oblasti – sk. B | 5      | 26 | 12  | 6   | 8   | 53  | 46  | +7  | 30 | 4.     |
| 1968/69                    | I. A třída Jihomoravské oblasti – sk. B | 5      | 26 | 8   | 10  | 8   | 54  | 44  | +10 | 26 | 8.     |
| 1969/70                    | Jihomoravský župní přebor               | 5      | 26 | 8   | 8   | 10  | 47  | 51  | −4  | 28 | 8.     |
| 1970/71                    | Jihomoravský župní přebor               | 5      | 26 | 7   | 9   | 10  | 42  | 46  | −4  | 23 | 8.     |
| 1971/72                    | Jihomoravský župní přebor               | 5      | 26 | 7   | 1   | 18  | 19  | 69  | −50 | 15 | 13.    |
| 1972/73                    | I. A třída Jihomoravského kraje – sk. B | 6      | 26 | ... | ... | ... | ... | ... | ... |    |        |
| 1973/74                    | I. B třída Jihomoravského kraje – sk. B | 7      | 26 | 12  | 4   | 10  | 48  | 44  | +4  | 28 | 6.     |
| 1974/75                    | I. B třída Jihomoravského kraje – sk. B | 7      | 26 | ... | ... | ... | ... | ... | ... | 37 | 1.     |
| ...                        |                                         |        |    |     |     |     |     |     |     |    |        |
| 1982/83                    | I. A třída Jihomoravského kraje – sk. B | 6      | 30 | 11  | 12  | 7   | 45  | 38  | +7  | 34 | 8.     |
| ...                        |                                         |        |    |     |     |     |     |     |     |    |        |
| 1985/86                    | Jihomoravský krajský přebor – sk. B     | 5      | 26 | 10  | 8   | 8   | 34  | 28  | +6  | 28 | 4.     |
| 1986/87                    | Jihomoravský krajský přebor             | 5      | 26 | 12  | 8   | 6   | 49  | 30  | +19 | 32 | 2.     |
| 1987/88                    | Jihomoravský krajský přebor             | 5      | 26 | 10  | 5   | 11  | 31  | 30  | +1  | 25 | 9.     |
| 1988/89                    | Jihomoravský krajský přebor             | 5      | 26 | 10  | 4   | 12  | 41  | 41  | 0   | 24 | 8.     |
| 1989/90                    | Jihomoravský krajský přebor             | 5      | 26 | 10  | 3   | 13  | 51  | 49  | +2  | 23 | 10.    |

Poznámky:
- 1969/70: V této sezoně byl zkoušen (a po sezoně zrušen) tento systém bodování: za vítězství rozdílem dvou a více branek se vítězi udělovaly 3 body, za vítězství o jednu branku 2 body, za bezbrankovou remízu nezískal bod ani jeden ze soupeřů, při jakékoli jiné remíze si soupeři rozdělili po bodu.
- 1987/88: Klubu byly odečteny 2 body.
- 1989/90: Po sezoně došlo ke sloučení klubu s VTJ Hodonín do VTJ Sigma Hodonín, místo v Jihomoravském krajském přeboru v následující sezoně zaujalo mužstvo VTJ Sigma Hodonín „B“.

## TJ Sigma Hodonín „B“
TJ Sigma Hodonín „B“ bylo rezervní mužstvo hodonínské Sigmy (dříve Slovanu), které se pohybovalo převážně v okresních soutěžích Hodonínska.

### Umístění v jednotlivých sezonách
Legenda: Z – zápasy, V – výhry, R – remízy, P – porážky, VG – vstřelené góly, OG – obdržené góly, +/− – rozdíl skóre, B – body, červené podbarvení – sestup, zelené podbarvení – postup, fialové podbarvení – reorganizace, změna skupiny či soutěže
| Československo (1958–1990) |                                            |        |    |   |   |    |    |    |     |    |        |
| Sezóny                     | Liga                                       | Úroveň | Z  | V | R | P  | VG | OG | +/− | B  | Pozice |
| 1958/59                    | I. B třída Gottwaldovského kraje – sk. jih | 5      | 22 | 2 | 3 | 17 | 24 | 78 | −54 | 7  | 12.    |
| ...                        |                                            |        |    |   |   |    |    |    |     |    |        |
| 1989/90                    | Okresní přebor Hodonínska                  | 8      | 26 | 5 | 6 | 15 | 26 | 42 | −16 | 16 | 14.    |